# 相向寺
相向寺（そうこうじ）は、愛媛県松山市にある浄土真宗本願寺派の寺院。山号は龍光山。本尊は阿弥陀如来。

## 沿革
天文13年（1544年）開基。蓮華半左衛門家が当寺の門徒であった。明治に入って一時衰退し、本尊も寺域も人手に渡る。その後、鏡如上人の特命により、福井県の往相寺住職が入寺したが亡くなったため、次弟が入寺。四散している門徒を糾合し教化に心血を注いだ。明治28年（1895年）、愚陀仏庵で静養していた正岡子規が散策した時に詠んだ句集『散策集』の中に相向寺を詠った句があり、境内に句碑が建立されている。大正11年（1922年）3月、水平社演説会を相向寺で開催する。

## 拓川墓所
当寺の境内に加藤拓川の墓がある。
拓川死去翌月の彼岸、相向寺へ墓参りに来た人々を相手に愛媛県で初の水平社運動への参加の呼びかけが行われた。